# Gottlieb Friedrich Abel
Gottlieb Friedrich Abel (Stoccarda, 3 giugno 1763 – 16 maggio 1820) è stato un pittore e incisore tedesco.

## Biografia
Allievo di Johann Gotthard von Müller, fu assunto alla corte dei Württenberg a Stoccarda. È ricordato per aver illustrato il libro Abbildung Der Hundert Deutschen Wilden Holz-Arten Nach Dem Nummern-Verzeichnis Im Forst-Handbuch Von F. A. L. Von Burgsdorf, pubblicazione di botanica sulle specie arboree tedesche scritta insieme al funzionario guardiaboschi Johann Daniel von Reitter.